# Dekanat jedliński
Dekanat jedliński – jeden z 29 dekanatów w rzymskokatolickiej diecezji radomskiej. Składa się z następujących parafii:
- pw. Świętej Trójcy w Białobrzegach
- pw. Niepokalanego Serca NMP w Bierwcach
- pw. Narodzenia NMP w Starej Błotnicy
- pw. Wniebowzięcia NMP w Goryniu
- pw. św. Józefa Oblubienica NMP w Starym Goździe
- pw. św. Mikołaja Biskupa w Jankowicach
- pw. Zwiastowania NMP w Jasionnej
- pw. Zwiastowania NMP w Jastrzębi
- pw. św. Piotra i Andrzeja Apostołów w Jedlińsku
- pw. Nawiedzenia NMP w Lisowie
- pw. św. Jana Chrzciciela w Stromcu
- pw. św. Franciszka Serafickiego w Wielogórze
- pw. św. Bartłomieja we Wsoli